# Unité urbaine de la Châtaigneraie
L'unité urbaine de la Châtaigneraie est une unité urbaine française centrée sur la commune de La Châtaigneraie, dans le département de la Vendée en région Pays de la Loire.

## Données générales
Dans le zonage réalisé en 2010, l'unité urbaine était composée de deux communes.
Dans le nouveau zonage réalisé en 2020, elle est composée des deux mêmes communes. Le 1er janvier 2023, la commune de La Tardière fusionne avec les communes de Breuil-Barret et La Chapelle-aux-Lys au sein de la commune nouvelle de Terval, ce qui conduit à un accroissement de la superficie et de la population de l'unité urbaine.

## Composition 2020 de l'unité urbaine
Elle est composée des deux communes suivantes :
| Nom                             | Code Insee | Département | Statut       | Superficie (km2) | Population (dernière pop. légale) | Densité (hab./km2) | Modifier                                    |
| ------------------------------- | ---------- | ----------- | ------------ | ---------------- | --------------------------------- | ------------------ | ------------------------------------------- |
| La Châtaigneraie (ville-centre) | 85059      | Vendée      | ville-centre | 7,94             | 2 590 (2022)                      | 326                | modifier les données · modifier les données |
| Terval                          | 85289      | Vendée      | banlieue     | 45,78            | 2 173 (2022)                      | 47                 | modifier les données · modifier les données |

## Évolution démographique
| 1968  | 1975  | 1982  | 1990  | 1999  | 2009  | 2014  | 2021  |
| ----- | ----- | ----- | ----- | ----- | ----- | ----- | ----- |
| 4 380 | 4 928 | 5 362 | 5 279 | 4 918 | 4 816 | 4 766 | 4 764 |

#### Données générales
- Unité urbaine
- Aire d'attraction d'une ville
- Aire urbaine (France)
- Liste des unités urbaines de France

#### Données démographiques en rapport avec l'unité urbaine de la Châtaigneraie
- Aire d'attraction de la Châtaigneraie
- Arrondissement de Fontenay-le-Comte

#### Données démographiques en rapport avec la Vendée
- Démographie de la Vendée